# Teodorico di Verona

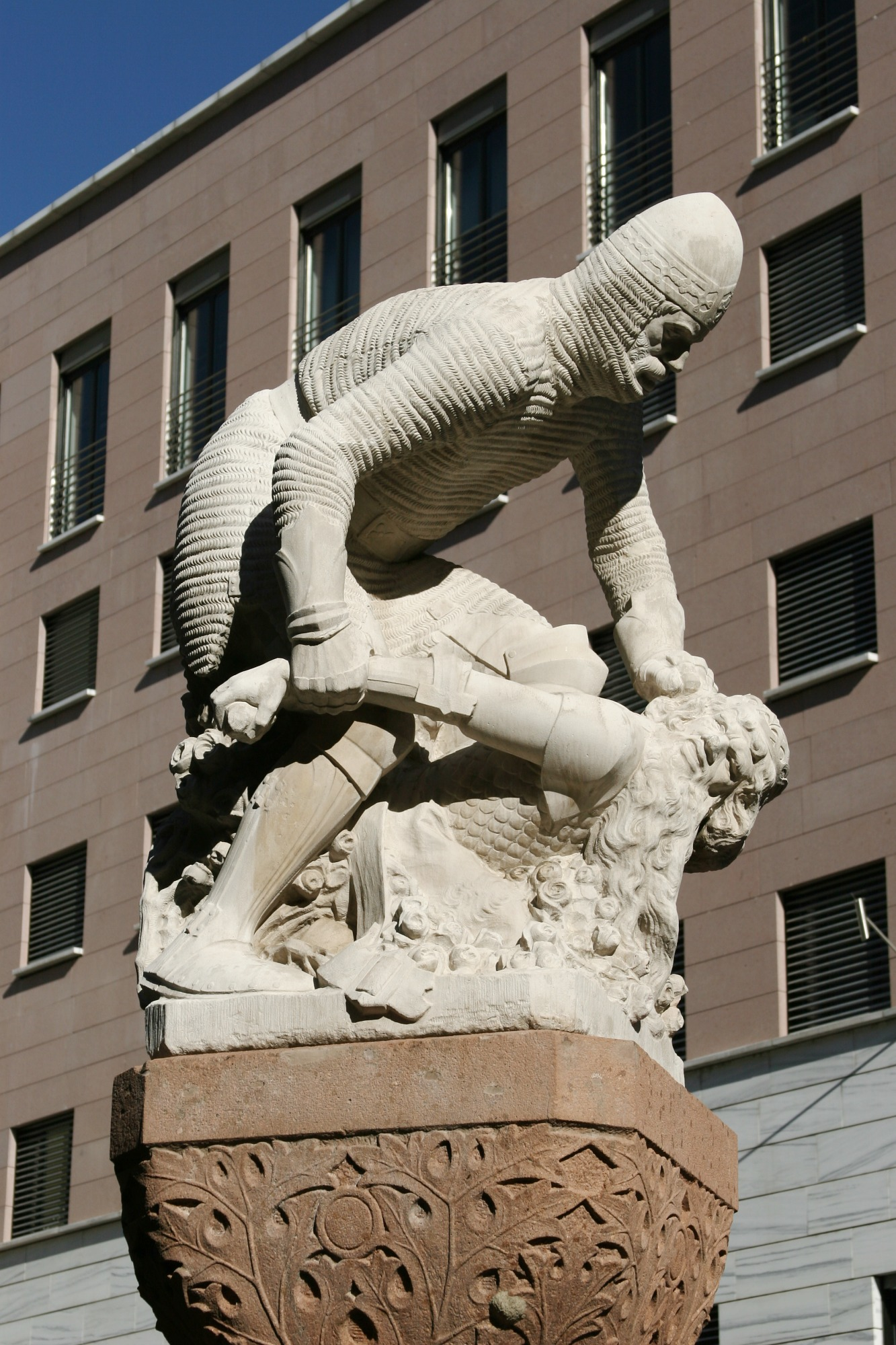
Fontana di Re Laurino a Bolzano: Teodorico di Verona sottomette Re Laurino.

Teodorico di Verona, noto in tedesco come Dietrich von Bern (Bern è infatti il nome della città di Verona in medio alto tedesco), è uno dei personaggi leggendari più famosi dell'alto e del tardo medioevo tedesco. È una figura di rilievo in parecchie opere letterarie (se ne contano da 9 a 16), nella forma di canti eroici (come il Carme di Ildebrando), cicli epici (come il Ciclo di Teodorico) o scritti in prosa (come l'Heldenbuch, che deriva sicuramente da una tradizione orale ben più antica). Teodorico svolge un ruolo chiave anche nel Nibelungenlied. Oltre agli undici componimenti poetici in medio alto tedesco, che narrano esclusivamente singoli episodi dell'eroica vita di Teodorico, la scandinava Thidrekssaga, tramandata nelle varianti in norvegese, svedese e islandese, rappresenta un caso particolare della tradizione perché racconta l'intera vita dell'eroe basandosi su sconosciute fonti prosastiche basso-tedesche. Già nella cronaca medievale, la figura di Teodorico di Verona è stata tradizionalmente collegata a quella storica di Teodorico il Grande.

## La vita di Teodorico di Verona nella saga

### Nel Ciclo di Teodorico
Teodorico è il figlio del re di Bern, tradizionalmente identificata con la città di Verona. Teodorico ha al proprio seguito un mastro d'armi di nome Ildebrando, che rimarrà al suo fianco fino alla vecchiaia, raduna a sé una cerchia di formidabili combattenti (undici o dodici, a seconda delle versioni) e diventa re di Verona in seguito alla morte del padre.
Grandi sono le sue imprese cavalleresche: al pari di Wolfdietrich, Beowulf, Sigfrido (nome germanico del norreno Sigurd) e suo padre Sigmund, Teodorico è uno dei pochi eroi leggendari tedeschi ad aver affrontato e sconfitto un drago. Tuttavia, egli non è invincibile, e non sempre è in grado di sconfiggere i suoi avversari da solo. Wittich (chiamato Vidga in norvegese antico, Vitige in lingua italiana), ad esempio, suo compagno nelle avventure più tarde, gli è superiore nel combattimento, grazie alla sua straordinaria spada. Anche Ecke, un gigante, si dimostra suo pari nell'arte del combattimento, e viene sconfitto da Teodorico solo dopo un arduo duello, vinto grazie all'espediente di portarlo dapprima allo sfinimento, e successivamente di pugnalarlo nelle aree non protette dell'armatura. Ciononostante Ecke sopravvive, e implora Teodorico di essere decapitato. Odoacre (o Sigurd in alcune tradizioni) viene sconfitto solo grazie a Mimung, la spada di Wittich, forgiata dal leggendario maestro Weland il fabbro.
Un giorno, Teodorico viene spodestato da suo zio Ermanarico, ed è costretto ad andare in esilio presso la corte del re degli unni, Attila (chiamato Etzel nelle tradizioni medio-alto tedesche). Un prematuro tentativo di riconquista del proprio dominio si riduce a un fallimento. Mentre è in esilio, Teodorico, combatte molte battaglie al fianco del re degli unni e, nella lotta contro i Nibelunghi (chiamati Niflunghi nella Thidrekssaga), sebbene tenti in primo luogo di far da mediatore, finisce per schierarsi dalla parte di Attila, suo ospite.
Raggiunta la vecchiaia, Teodorico ritorna nel suo regno insieme al suo mastro d'armi e riconquista il trono, sconfiggendo Ermanarico in battaglia presso Ravenna.

### Versione della Thidrekssaga
La Thidrekssaga è l'unica fonte medievale che narra per intero la vita di Teodorico (Thidrek) di Verona (Bern).
Thidrek cresce alla corte di suo padre, re Thetmar di Bern, e sviluppa presto una profonda amicizia con il suo mastro d'armi, Ildebrando, che durerà per tutta la loro vita. Fin da giovane, Dietrich vive avventure e compie imprese che ne accrescono la fama di straordinario combattente, la più importante delle quali è senza dubbio la lotta con il gigante Grim, a cui, grazie all'aiuto del nano Alfrik (nome corrispondente a quello del più famoso Alberich del Nibelungenslied) vince l'elmo Hildegrim e la spada Nagelring, che porterà con sé per molto tempo.
Grazie alla sua fama crescente, altri giovani giungono a Bern, chi per unirsi a Thidrek come cavaliere, chi per sfidarlo a duello e competere con lui. Uno di questi giovani è Heime, figlio del famoso allevatore di cavalli Studas, che si unisce a Thidrek in seguito alla sua vittoria in duello e gli dà in dono uno stallone, allevato da suo padre, di nome Falke, che il re di Bern cavalcherà in tutte le sue successive avventure. Un'accoglienza meno calorosa viene offerta a Vidga (conosciuto anche come Wittich o Vitige), figlio del celebre Weland il fabbro, che gli aveva fatto dono della spada Mimung, il quale viaggiava in incognito per il regno. Thidrek, vittorioso in ogni combattimento e pieno di giovanile arroganza, minaccia Vidga di farlo impiccare sulle mura di Bern, tuttavia non aveva previsto la straordinaria spada di Vidga, né le sue abilità di combattimento. Solo l'intervento di Ildebrando, di cui Vidga è amico, salva il principe dalla completa sconfitta. Ildebrando è anche in grado di riconciliare i combattenti e di fare in modo che i due riconoscano l'altrui abilità e si considerino da quel momento in poi fratelli d'armi.
Per riscattare la vergogna della sconfitta, Thidrek decide di sfidare il famoso guerriero Ecke, che combatte impugnando Eckesachs, una famosa spada forgiata dal nano Alfrik. Lo scontro con lui si rivela una lotta tutt'altro che facile per Thidrek, che vince per un colpo di fortuna, grazie al proprio cavallo Falke che, vedendo il padrone in pericolo di vita, colpisce Ecke con gli zoccoli, uccidendolo. Il giorno seguente avviene uno scontro con il fratello di Ecke, Fasolt. Thidrek esce vittorioso anche da questo duello, e i due giurano amicizia diventando, a differenza di quanto narrato nel poema in medio-alto tedesco Eckenlied, che riporta una differente versione della medesima leggenda, fratelli d'armi. Da questo momento, Eckesachs diventa la spada di Thidrek, mentre Nagelring viene data in dono a Heime. 

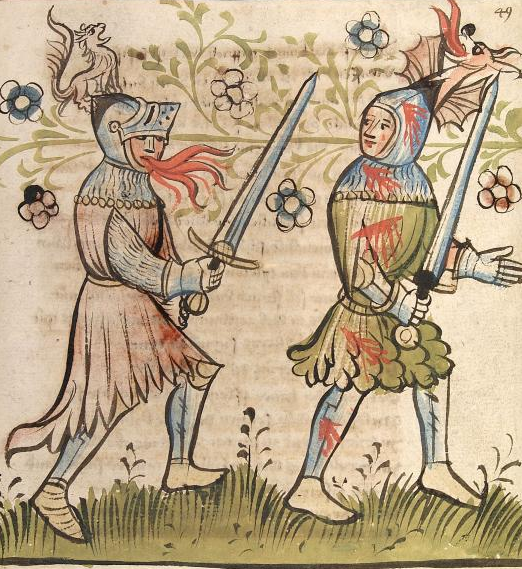
Il duello tra Teodorico e Sigurd, tratto da un manoscritto del XV secolo.

Dopo la morte di suo padre, Thidrek diventa re di Bern. Ad un banchetto, al quale partecipano i suoi amici Gunnar (chiamato Gunther nel Nibelungenlied), re dei Niflunghi (Nibelunghi), e i suoi fratelli Hǫgni (Hagen), Gernoz (Gernot in lingua alto-tedesca) e Gisler, il giovane re ed i suoi undici compagni di tavola, tra cui Ildebrando, Vidga e Heime, si vantano di essere guerrieri insuperabili, senza eguali. Ma Brand, uno dei cavalieri di Bern, solleva un'obiezione: il re Isung di Bertangenland ed i suoi dieci figli sarebbero quantomeno altrettanto capaci, ed il suo alfiere Sigurd (Sigfrido) sarebbe persino all'altezza di Thidrek. Il re, consumato dalla rabbia e desideroso di dimostrare il contrario, giura, assieme ai suoi compagni, di partire il giorno successivo per duellare con Sigurd, Isung ed i suoi figli. Giunti a Bertangenland, le cose non vanno come previsto: solo Vidga riesce ad ottenere una vittoria in duello, aiutato in particolar modo dalla sua spada Mimung, ma tutti gli altri, compresi Gunnar e Hǫgni, vengono inesorabilmente sconfitti. L'ultima speranza dei veronesi risiede in Thidrek, che avrebbe dovuto competere nella dodicesima e ultima battaglia contro Sigurd. Ma quest'ultimo, che ha visto Mimung in azione, si rifiuta di combattere contro una spada tanto formidabile e fa in modo che Thidrek giuri di non farne uso nella lotta. Thidrek dà la sua parola, ma Sigurd dimostra di essere l'avversario più forte che egli abbia mai affrontato. Dopo due giorni di incessante combattimento, nessuno dei due è riuscito ad infliggere all'avversario una singola ferita. Thidrek, frustrato ed arrabbiato per non riuscire ad ottenere la vittoria, alla fine convince Vidga a prestargli la sua Mimung, grazie alla quale riesce ad ottenere la vittoria il terzo giorno, anche se per mezzo di un tranello. Nonostante Sigurd abbia intuito l'inganno, riconosce la propria sconfitta e giura fedeltà a Thidrek che, dispiaciuto per l'intera faccenda, organizza un matrimonio solenne per Sigurd con la sorella di Gunnar, Grimhilld (chiamata Gudrun nell'Edda, o Crimilde nel Nibelungenlied), non sapendo che in realtà Sigurd era già promesso a Brunilde.
Quando lo zio di Thidrek Ermanarico, che regnava su Roma, secondo alcuni "Roma Belgica", marcia su Bern con un grande esercito, al fine di conquistarla, Thidrek fugge con i suoi fedeli e si rifugia presso Attila, sovrano degli Unni. Vive alla sua corte per molti anni e lo aiuta in numerose battaglie contro diversi re nemici. In segno di gratitudine, Attila gli concede un esercito in modo che possa riconquistare il suo impero di Bern. Thidrek vince una grande battaglia nei pressi di Ravenna, che può essere equiparata alla storica battaglia di Ravenna, ma si ritira perché suo fratello e i figli di Attila sono stati uccisi da Vidga, che si era alleato con Ermanarico prima della cattura di Bern e dell'esilio di Thidrek. Attila perdona Thidrek per non aver impedito la morte dei suoi figli e questi continua a vivere alla sua corte.
Nel frattempo, Sigurd viene assassinato da Hǫgni nel regno dei Nibelunghi. La vedova di Sigurd, Grimhild, diventa quindi la moglie di Attila. Quando il re Gunnar si reca in visita da sua sorella presso re Attila con un grande seguito, c'è una lotta tra il Nibelunghi e gli Unni, e se inizialmente Thidrek non è in grado di prendere parte nello scontro, alla fine decide di combattere dalla parte del proprio ospite. Alla fine del massacro, tutti i Nibelunghi, diversi Unni e tutti i seguaci di Thidrek sono morti. Dopo questo incidente, Thidrek decide di tornare a Bern solo con sua moglie Herrat, nipote di Attila, ed Ildebrando, poiché ha sentito che il figlio di quest'ultimo ora governa la città. Quando Thidrek giunge a Bern, il popolo decide di riconoscerlo come legittimo sovrano, e di seguirlo in guerra contro Sifka (Sibiche), il successore (nonché ex consigliere) di Ermanarico. Thidrek vince la guerra ed è incoronato Re di Roma, città che viene dunque annessa al suo impero. Dopo la morte di Re Attila, Thidrek prende possesso anche del regno degli Unni, poiché Attila non aveva lasciato alcun erede al trono.
Raggiunta un'età avanzata, mentre un giorno si trovava a fare il bagno, un messaggero gli comunica la comparsa di un meraviglioso cervo. Thidrek salta dunque in groppa ad uno stallone nero misteriosamente apparso nella sua corte, che parte in un galoppo sfrenato. Quando si accorge di non poter smontare, capisce che quel cavallo è in realtà il diavolo che lo sta portando all'inferno, e da quel momento nessuno lo ha mai più visto.
Nella versione svedese della saga, tuttavia, è raccontato che l'intercessione della Vergine Maria salva Thidrek, che si mette alla ricerca di Vidga per potersi vendicare del suo tradimento e dell'uccisione del suo fratello. Dopo averlo trovato, lo sfida a duello e lo uccide, ma soccombe poco dopo a causa delle gravi ferite ricevute.

### La fine di Teodorico
Poiché Teodorico il Grande aderiva all'arianesimo, egli era considerato un eretico dalla Chiesa di Roma. L'esecuzione dei filosofi cristiani Boezio (524) e Simmaco (526) e la morte di Papa Giovanni I, che fu da lui imprigionato, ebbero luogo durante il suo tardo regno. Questo rese Teodorico un personaggio negativo agli occhi degli antichi storici cattolici. Quando Teodorico, così come lo stesso Ario, morì di dissenteria, questa morte fu descritta come una punizione divina, e da ciò si svilupparono due tradizioni sulla sua dannazione: quella dell'inabissamento nel cratere di un vulcano e quella della cavalcata infernale.
Papa Gregorio Magno riferì per la prima volta della caduta nel vulcano nei suoi Dialoghi del 593/594: un eremita sostenne di aver veduto Papa Giovanni I e Simmaco gettare l'anima di Teodorico il Grande nel vulcano di Lipari il giorno della sua morte, come punizione per il loro assassinio.

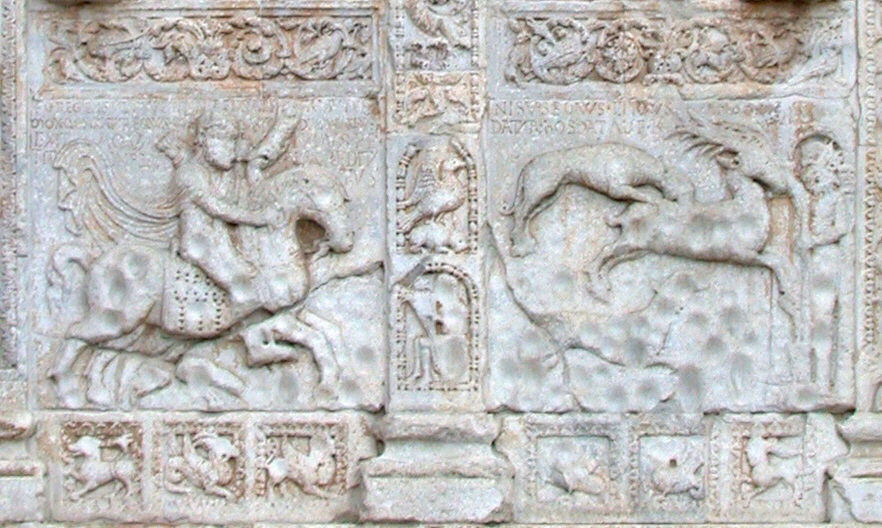
Il rilievo del cavaliere e della caccia al cervo sul portale della Basilica di San Zeno a Verona.

A testimonianza della tradizione della cavalcata infernale, sul portale della Basilica di San Zeno a Verona sono presenti due lastre in rilievo, realizzate all'incirca nel 1140, che raffigurano un re a cavallo (regem stultum), munito di corno da caccia, falco e cani, che segue un cervo che lo sta conducendo ai cancelli dell'Inferno. Teodorico non è menzionato per nome in relazione a questa presentazione, dunque non è chiaro se la sua reputazione storica al momento della realizzazione di tali rilievi potesse essere tale da assegnargli l'apposizione di “re stolto”. Tale vicenda riguardante la cavalcata infernale di Teodorico è riportata anche nella Cronaca Mondiale di Ottone di Frisinga (1143–1146).
In alcune tradizioni, Teodorico appare in qualità di cacciatore o di re della caccia selvaggia. La Chronica regia Coloniensis riporta circa l'anno 1197: In quest'anno un fantasma di dimensioni gigantesche con la forma di un uomo in groppa ad un nero cavallo apparve ad alcuni viandanti sulla Mosella. Essi furono terrorizzati, ma l'apparizione si avvicinò a loro con audacia e li ammonì a non avere paura: il suo nome era Dietrich von Bern e annunciò che vari tipi di disgrazie e miserie sarebbero cadute sull'Impero Romano ...
La letteratura popolare su Teodorico di Verona non accettava la condanna del suo eroe protagonista. Essa cita l'episodio dell'inabissamento nel vulcano e/o della cavalcata infernale, ma conferisce loro un'accezione positiva per Teodorico:
- Nel Libro di Zabulon, una continuazione della Saga di Re Laurino, si dice che la caduta nel vulcano di Teodorico sia stata solo un inganno al fine di raggiungere Sinnels, fratello di Laurino, che secondo quest'ultimo avrebbe potuto garantirgli una vita di mille anni. Teodorico inoltre convertì i nani al cristianesimo.
- La Thidrekssaga, la più significativa tradizione di prosa, racconta che Teodorico saltò in groppa ad un cavallo nero, che in realtà era il diavolo. Ma alla fine egli invocò l'aiuto di Dio e della Madonna, che giunsero in suo soccorso quando stava per morire, salvandolo dalla dannazione infernale.
- Il Wunderer riferisce che Teodorico, benedetto dalla giovane donna che aveva liberato dal potere del mostro, venne effettivamente rapito dal destriero del diavolo (ros vnrein), ma egli sopravvisse, e anzi ancora oggi vive e tornerà per combattere i draghi fino al Giorno del Giudizio, poiché tale è la penitenza impostagli da Dio.

La prosa eroica ricreata negli Heldenbücher tedeschi del tardo Medioevo si conclude con il fatto che di tutti gli eroi leggendari, solo Teodorico di Verona sopravvisse al termine di una grande battaglia. Egli venne visitato da un nano, che gli disse "il tuo regno non è di questo mondo" e da allora non fu più visto. L'uso delle parole che ricordano la parola di Cristo in Gv. 18,36 (il mio regno non è di questo mondo) capovolge il concetto originale della caduta nell'inferno, dando piuttosto l'idea che con queste parole il nano volesse condurre il veronese in paradiso.

## Realtà storica e leggenda

### Somiglianze e differenze tra Teodorico il Grande e Dietrich von Bern
La leggendaria figura di Dietrich von Bern era già stata collegata dagli storici medievali (ad esempio negli Annali di Quedlinburg), a quella del re ostrogoto Teodorico il Grande, anche se poche sono le somiglianze tra lo storico Teodorico e il leggendario Dietrich:
- Bern (in certi casi chiamata Welschbern, ovvero "Berna Italiana") è il nome tedesco della città di Verona, che faceva parte del regno di Teodorico il Grande. Sebbene la capitale, nonché sede del governo, fosse Ravenna, una delle battaglie decisive tra Teodorico ed il suo avversario Odoacre si svolse nel 490 proprio nei pressi di Verona.
- Il padre di Dietrich è chiamato Dietmar, nome simile a quello del padre dello storico Teodorico, Teodemiro.
- Gli Amelunghi presenti nella saga sono spesso identificati con la dinastia gotica degli Amali, di cui Teodorico faceva parte.
- Nelle versioni più antiche della saga, Odoacre compare come avversario di Dietrich, rispecchiando lo storico antagonismo tra il re degli Eruli e Teodorico il Grande.

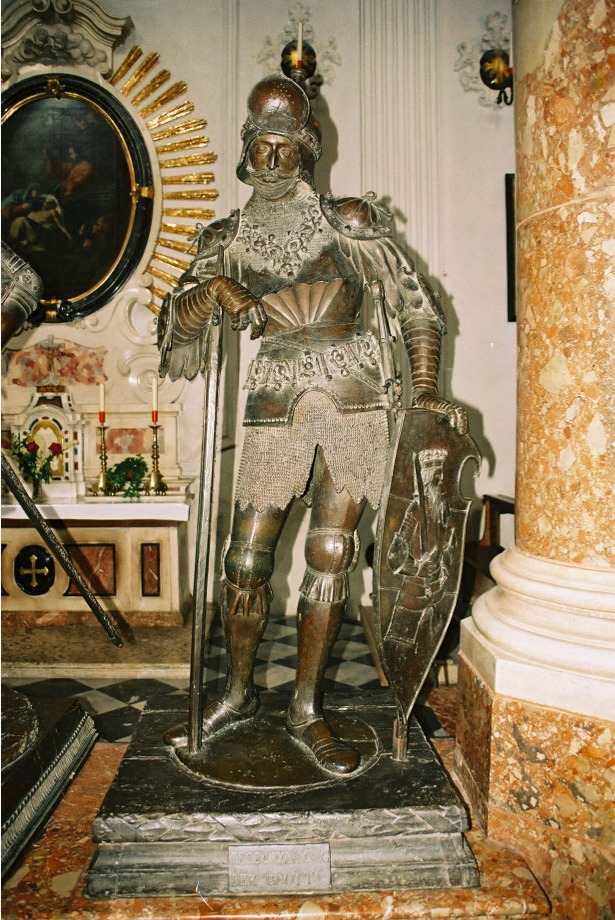
Statua bronzea di Teodorico il Grande (Peter Vischer 1512-13), tomba dell'imperatore Massimiliano I, Hofkirche (Innsbruck).

Nonostante queste somiglianze, però, numerose e rilevanti sono le differenze tra storia e leggenda:
- Teodorico il Grande, nato solo intorno al 455 d.C., non fu contemporaneo di Attila, re degli Unni, morto nel 453 d.C..
- Teodorico non nacque a Verona, come narrato nelle leggende, ed allo stesso modo non trascorse lì la sua giovinezza, ma al contrario visse per anni a Costantinopoli, alla corte dell'imperatore romano d'oriente Leone I.
- Al di là dei nomi dei loro padri, non ci sono altre corrispondenze genealogiche.
- Teodorico proviene dalla stirpe nobile degli Amali, mentre l'origine di Dietrich è "ispanica" e, secondo i manoscritti, non è in alcun luogo subordinata alla particolare regione di provenienza dei cosiddetti "Amelunghi", presenti nella saga.
- Il padre di Teodorico, Teodemiro, aveva combattuto con i propri fratelli Valamir e Vidimir dalla parte di Attila durante la sua campagna in Gallia (circa 450). Anche supponendo che la linea di Dietrich fosse rappresentata dai sovrani franchi, la Thidrekssaga non fornisce un resoconto motivico di questo evento storico.
- Non è stato tramandato che Teodorico abbia mai preso parte ad alcun duello competitivo paragonabile alle ardue battaglie tra Dietrich e Sigurd.
- A differenza di Dietrich, Teodorico non fu mai descritto in compagnia di dodici fedeli compagni o guerrieri. Tuttavia, gli Annali di Quedlinburg riportano la presenza, in Sassonia nell'anno 531, del re franco Teodorico I in compagnia di dodici fidati nobili.
- Dietrich condusse una campagna di vendetta contro re Ermanarico che lo aveva costretto all'esilio, tuttavia nessun motivo di fuga o ritorsione è stato tramandato su Teodorico, che, secondo Giordane, fu invece inviato a Bisanzio come ostaggio per dieci anni all'età di otto anni e inizialmente, al suo ritorno, ricoprì ruoli governativi.
- Teodorico non appoggiò alcun sovrano Unno nelle sue lotte contro i vari popoli del nord o del nordest.
- A differenza di Dietrich, Teodorico non fu testimone oculare della caduta del popolo dei Burgundi, Nibelunghi o Niflunghi.
- Lo storico Teodorico non giunse in Italia in qualità di esule, ma la conquistò con il benestare dei romani d'oriente, ed uccise Odoacre dopo averlo sconfitto durante la battaglia di Ravenna del 493 d.C.
- Il re gotico Ermanarico fu sconfitto in una battaglia contro gli Unni nel 375, dunque non poteva essere un contemporaneo né di Attila, nato all'incirca nel 406 d.C., né di Teodorico.
- La Ravenna della battaglia è identificata con la città romagnola, ma nella saga, dopo averla conquistata, Dietrich è costretto a tornare nella terra degli Unni, mentre la vittoria di Teodorico fu decisiva.
- Contrariamente al ritorno di Teodorico, politicamente concordato da suo padre, il ritorno di Dietrich a Bern è teatro di una drammatica lotta tra il suo mastro d'armi Hildebrand ed il proprio figlio Alebrand.
- Teodorico uccise personalmente il suo rivale Odoacre nel Palazzo Imperiale di Loreto, mentre l'usurpatore e nemico di Dietrich morì di ingordigia. Il suo successore fu sconfitto invece nei pressi di Roma, dove Dietrich fu nuovamente incoronato.

Queste discrepanze tra la saga di Dietrich e, ad esempio, la cronaca gotica di Giordane erano già state notate da Frutolf von Michelsberg. Egli sottolineò queste contraddizioni nella sua Cronaca del Mondo intorno all'anno 1100, e in seguito gli storici hanno cercato di spiegare la contraddizione reinventandola: ad esempio, attribuendo a Dietrich un nonno con lo stesso nome, che fu esiliato da Merano e fu contemporaneo di Attila.

### Origine della leggenda secondo la dottrina prevalente
Al contrario dell'autore degli Annali di Quedlinburg, gli odierni germanisti non considerano più i poemi epici e le cronache che trattano di Teodorico di Verona come parte della storiografia. Tali documenti sono considerati principalmente per lo studio dell'effetto che la menzione di grandi nomi ed eventi storici aveva per l'ascoltatore di una canzone eroica o epica (come per la battaglia di Ravenna) durante il medioevo: creazione e conservazione dell'identità di gruppo in comunità che sono state esposte a particolari eventi avvenuti durante il periodo delle migrazioni. Fatti storici realmente accaduti (come la frequente perdita di una specifica patria, ma anche le ripetute conquiste di nuovi territori a seguito di ardui combattimenti, eventi vissuti dal popolo degli Ostrogoti) sono stati apparentemente riformulati con l'aiuto di modelli letterari tradizionali (come esilio e ritorno in patria, tradimento dei parenti ecc.) per consentire al popolo di far fronte a tali eventi difficili. Il risultato di uno sviluppo leggendario basato su motivi narrativi e protagonisti familiari è quindi un mondo più semplice, il mondo delle leggende.
Scrive il germanista Joachim Heinzle: "La sincronizzazione di eventi e persone che appartengono a tempi diversi mira alla costruzione di un mondo eroico ben definito, in cui ogni elemento è legato agli altri, e tutti hanno a che fare con tutti." Questo metodo per sincronizzare eventi storici e persone di epoche differenti nella creazione di un unico mondo eroico fu scoperto dal teologo e storico luterano Cyriacus Spangenberg nel 1572 nelle Cronache di Mansfeld. Egli scrive che tutto ciò che in passato era separato è stato unito: in modo che gli antichi tedeschi potessero aver compiuto grandi gesta / come se fossero appartenuti ad una sola epoca / come se potessero cantare in un unico canto / insieme / [...].
Questa sorta di sincronizzazione, come scrive Heinzle, può essere ben mostrata nella figura letteraria di Ermanarico: nella prima tradizione scritta, il Carme di Ildebrando del IX Secolo, questi non compare. In questo poema, il suo ruolo è ricoperto invece da Odoacre, dal cui odio Teodorico dovette fuggire. Negli annali di Quedlinburg (redatti intorno all'anno 1000) Ermanarico/Ermenrich è nominato "sovrano di tutti i Goti", colui che scacciò Teodorico da Verona su consiglio di Odoacre. Dopo la sua morte, Teodorico espelle a sua volta Odoacre da Ravenna. Il ruolo di Odoacre corrisponde in questa versione a quello di Sifka nella Thidrekssaga, chiamato Sibiche nel poema in medio alto-tedesco Dietrichs Flucht. In opere successive - come ad esempio la Thidrekssaga - il nome di Odoacre scompare completamente e viene sostituito da quello di Sifka. Ciò è probabilmente dovuto al fatto che il nome di Odoacre (o la sua reale reminiscenza storica) non si adatta alla leggenda - già esistente prima della stesura della Thidrekssaga - come viene tramandata nello Skáldskaparmál, la terza parte della Snorra Edda (1220-25). In quest'opera, Ermanarico/Jörmunrekkr assassinò suo figlio Randwer e sua moglie Swanhild attraverso l'azione dell'insidioso consigliere Bikki. Va notato in questo luogo che la moglie di Odoacre si chiamava Sunigilda, che presenta una chiara assonanza con il nome Swanhild.
Ma tale opera di sincronizzazione non è esente da eccezioni: in una versione stampata dell'Eckenlied (datata 1491) si dice che Teodorico vinse la spada di Ecke durante il regno dell'imperatore Zenone, quando la Lombardia fu liberata dall'usurpatore Odoacre. Ciò di nuovo fa effettivamente riferimento a fatti storici. Di conseguenza, sembra che la saga si sia adattata alla storiografia conosciuta, almeno in singoli casi. L'Eckenlied descrive infatti un singolo episodio di avventura ed è quindi meno dipendente dalla rappresentazione di un continuum storico rispetto all'epica della Dietrichs Flucht.
L'intreccio delle leggende su Attila con quelle su Teodorico di Verona non può essere rintracciato con precisione come nel caso di Ermanarico, poiché esso è già presente nell'Antico Carme di Ildebrando. Gli Ostrogoti pannonici furono probabilmente espulsi dai Romani nel 427 e fuggirono presso gli Unni di Rua (Ruga), zio di Attila, con i tre principi Amali ancora minorenni, tra cui il padre di Teodorico, sotto la protezione del fedele Gensimondo. Il padre di Teodorico ed i suoi fratelli combatterono quindi come vassalli al fianco di Attila, anche nella battaglia dei Campi Catalaunici del 451 d.C.. L'anno successivo Attila invase l'Italia, ma dovette ritirarsi nuovamente. Nel 454 gli Unni furono sconfitti definitivamente e il figlio di Attila, Ellac, fu ucciso nella battaglia del Nedao. Fu solo dopo che gli Unni si furono ritirati dall'Europa occidentale che gli Ostrogoti divennero vassalli dell'Imperatore Romano d'Oriente. Questi reinsediò gli Ostrogoti in Pannonia (dopo circa 30 anni) e nel 459, per garantire la pace, Teodorico, che all'epoca aveva otto anni, fu inviato come ostaggio presso Costantinopoli. Quando ebbe superato i 17 anni, fece ritorno da suo padre Teodemiro in Pannonia e dopo la morte di quest'ultimo, Teodorico condusse diverse campagne per conto dell'Impero d'Oriente, e per una di queste fu onorato con un corteo trionfale ed una statua equestre a Costantinopoli. Quando si spostò in Italia ed entrò in guerra con Odoacre nel 489, aveva trascorso circa 30 anni al servizio dell'Impero d'Oriente. Tale periodo di vassallaggio presso l'Impero d'Oriente, seguito dall'ingresso in Italia, potrebbe essere il fondamento storico che, divenuto leggenda, finì per costituire il trentennale esilio del Dietrich letterario presso la corte del Re degli Unni, cui seguì il ritorno in Italia.
L'Impero Romano d'Oriente, di cui era stato al servizio Teodorico, iniziò a combattere l'ex alleato già poco dopo che egli divenne Re d'Italia, ed in seguito fu avversario anche del successivo impero longobardo, dove si pensa incominciò a svilupparsi il nucleo leggendario della saga. Da un punto di vista letterario, dunque, Costantinopoli era incompatibile come meta dell'esilio nella leggenda che stava nascendo, mentre è possibile che Attila, al contrario, venisse all'epoca glorificato come sovrano di popoli. La "corte di Attila", come luogo di rifugio nella leggenda della fuga di Teodorico, sembra dunque adattarsi alla comprensione della storia dell'epoca. I contemporanei potrebbero non essere stati consapevoli della non simultaneità delle vite dei personaggi, fatto oggi accertato.
Il fulcro del racconto della fuga, ovvero l'esilio di Dietrich, non trova alcun parallelo nella vita dello storico Teodorico, e a tal proposito si veda anche la sezione sulle Interpretazioni storico-letterarie della fuga di Dietrich, tuttavia su questo punto non esiste unanimità. In quest'ottica, il poema sulla fuga di Dietrich, Dietrichs Flucht, potrebbe essere basato su un mito che si è sviluppato durante la sua stessa vita per giustificare l'assassinio di Odoacre, ma anche l'influenza di una leggenda più antica o di diversa natura potrebbe essere una spiegazione plausibile.
Giordane, intorno al 550, cioè in un momento successivo alla morte di Teodorico, riferisce che un antenato del re ostrogoto fu esiliato dal figlio di Ermanarico, Unimondo, e che la parte del popolo ostrogoto con lui espulsa si stabilì inizialmente in Pannonia. Secondo l'opinione di alcuni rappresentanti della ricerca letteraria, l'emergente Impero Ostrogoto dovrebbe essere rappresentato come il regno in cui i Goti avevano trovato una nuova casa stabile dopo i tempi turbolenti che avevano vissuto, a partire dalla distruzione del regno dei Goti di Ermanarico nel 375. La favola della fuga e del ritorno, secondo altre visioni filologiche, potrebbe essere nata molto prima della Saga di Dietrich da circostanze dinastiche sfavorevoli, e ha suscitato una grande attrazione durante i tempi turbolenti della Grande Migrazione, con i suoi rapporti di proprietà e di potere in costante mutamento.
Dopo lunghi anni di guerra, il regno di Teodorico significò un periodo di pace per l'Italia, che vide l'ultima fioritura della tarda antichità nella Penisola. I lunghi anni di guerra che seguirono la sua morte e che portarono alla fine dell'Impero Ostrogoto, possono aver glorificato ancora di più il ricordo di questo tempo di pace. Inoltre, Teodorico aveva anche offerto protezione al resto degli Alemanni sconfitti da Clodoveo nella Germania meridionale. Per il protagonista di una favola in cui un re viene espulso dal suo regno e lo riconquista, lo storico Teodorico può dunque incarnare il modello che venne ulteriormente interpretato in termini letterari. Le storie aventi come protagonista Teodorico, trasfigurato in Dietrich, sarebbero potute quindi essere ascoltate con benevolenza.

### Tesi diverse sulle origini storiche e letterarie
Nel Medioevo, le leggende su Teodorico di Verona erano spesso intese come eventi storici. Anche allora si notavano le impossibilità storiche, ad esempio il fatto che Attila e Teodorico il Grande non erano contemporanei, secondo le fonti antiche (in particolare secondo la cronaca gotica di Giordane). Intorno al 1100, Frutolf von Michelsberg (vedi anche: Storia della tradizione) fece notare che, oltre a racconti e canti, esistevano anche cronache storiche che parlavano della fuga di Dietrich presso Attila e ne riconosce l'impossibilità storica. Come soluzione alla contraddizione, ipotizza che la saga o il resoconto di Giordane potessero essere errati, oppure che dovessero riferirsi ad un altro Teodorico e ad un altro Ermanarico.
Anche in seguito, l'identificazione di Teodorico di Verona con Teodorico il Grande fu messa in dubbio. Laurenz Lersch, professore di storia e archeologia all'Università di Bonn, scrisse nel 1842: "Sembra che in origine vi siano state due leggende distinte, una su re Teodorico in Italia, l'altra sul tedesco Dietrich von Bern, che crebbero insieme nel corso dei secoli, soprattutto al tempo in cui gli imperatori tedeschi guardavano all'Italia, e così stuzzicano l'occhio del ricercatore nell'eterna doppia commutazione." Lersch trasse questa conclusione dopo uno stretto scambio di idee con Karl Simrock, il traduttore del Nibelungenlied in nuovo alto-tedesco. Lo stesso Simrock formulò successivamente la medesima ipotesi, ovvero la presenza di due Teodorico, uno franco/renano e uno gotico. Egli giunse anche alla conclusione che due Teodorico erano troppi per la saga eroica e che, sotto la crescente predominanza della lingua altro-tedesca, il Teodorico franco fu fuso con quello gotico.
L'ipotesi che Teodorico di Verona non possa essere identificato con la figura di Teodorico il Grande raggiunse un pubblico più vasto attraverso Heinz Ritter-Schaumburg, che sviluppò una sua personale interpretazione della Thidrekssaga. In essa egli afferma che Dietrich fosse un piccolo regnante che governava tra i Franchi Ripuari e i Franchi Salii, e che la sua capitale fosse in realtà Bonn, città che in passato era conosciuta anche come Bern. Secondo questa teoria, la Roma della saga dovrebbe essere intesa come Treviri sulla Mosella, che era conosciuta come Roma Secunda nel tardo impero romano ed è documentata con questo nome in un sigillo cittadino dell'alto medioevo. Secondo Ritter, la chiave per comprendere la geografia della saga sarebbe il fiume Dhünn, da lui identificato come la Duna riportata nella leggenda, alla cui confluenza con il Reno si dice che i Nibelunghi avessero attraversato il fiume quando si trasferirono a Soest. Ritter interpreta dunque la Saga di Dietrich non come frutto della finzione letteraria, ma come un documento storico, e considera la rete di ambientazioni descritte nella Thidrekssaga come luoghi geografici in cui tutti questi eventi sono realmente accaduti.
Lo storico Ernst F. Jung e diversi altri autori e ricercatori indipendenti come Walter Böckmann, Reinhard Schmoeckel e Rolf Badenhausen seguono Heinz Ritter in molte delle sue teorie.
Nella ricerca, vengono utilizzati vari presupposti per mantenere valida l'identificazione di Teodorico di Verona con Teodorico il Grande. Heinrich Beck concorda con la ricerca di Ritter sul fatto che la Thidrekssaga, scritta nell'antica Norvegia occidentale, sia ambientata nella regione della Bassa Germania e nelle aree adiacenti, soprattutto perché la geografia di quest'area era molto ben conosciuta dai norvegesi e dai mercanti anseatici, che hanno potuto esportare nei paesi del nord le tradizioni orali o parzialmente scritte sui poemi eroici dei Nibelunghi e sulla Saga di Dietrich. Egli è però dell'opinione che la saga abbia origine principalmente dalle tradizioni locali e che, nell'interesse dell'appropriazione del materiale, sarebbe dovuta essere riscritta secondo la specifica geografia della Bassa Germania.
Tuttavia, anche Heinrich Beck non concorda con l'opinione di Ritter-Schaumburg sulla storicità della Thidrekssaga, che aveva già generalmente sostenuto in risposta alla sua recensione di Gernot Müller. Di conseguenza, Ritter non giustifica la postulata fedeltà alla storia della saga di Thidrek in termini di contenuto centrale con l'obbligo, come essenzialmente rappresentato da Beck e Müller, di utilizzare il genere della poesia nibelunghista dell'Alta Germania come punto di riferimento decisivo. Piuttosto, secondo l'opinione di Ritter, la disposizione storiografica degli antichi testi norvegesi e svedesi deve essere dovuta a significative contraddizioni complessive con la storiografia, in particolare sui secoli V / VI nordeuropei. Il secolo può essere misurato. Per quanto riguarda il genere delle rappresentazioni politicizzanti come contenuto centrale della saga di Thidrek, Roswitha Wisniewski segue il punto di vista di Ritter in quanto “la struttura della Thidrekssaga è caratterizzata da peculiarità che sono note da cronache, storie e gesta."

## Interpretazioni storico-letterarie della fuga di Dietrich
La ricerca letteraria ha sviluppato diverse ipotesi e punti di vista per chiarire l'esistenza di contraddizioni nelle biografie del Teodorico storico e del Teodorico della letteratura epica.
Walter Haug postulò uno “schema di situazione” che, in termini di motivi narrativi, probabilmente anche condizionati da tendenze politiche, come ad esempio per legittimare un governo e/o un cambiamento dinastico discutibile, sarebbe giustificato dal “momento discontinuo” (come nel caso del rapporto tra Emanarico e Odoacre nella storia e nella saga). Per dimostrare un tale schema, che dovrebbe essere spiegabile principalmente attraverso l'intercambiabilità del ruolo figurativo-genealogico, dovuta ad un interesse narrativo-tipologico per il consolidamento dei motivi, Haug utilizza le battaglie Hlǫðskviða e Brávalla descritte da Saxo Grammaticus (entrambe vicende, tuttavia, che non vedono la presenza del personaggio di Teodorico) come materiali comparativi per la Fuga di Dietrich e la Battaglia di Ravenna. In aggiunta a questi poemi epici, egli prende in esame anche il poema epico Indiano La Guerra di Kurukṣetra "per una verifica metodologica." Haug riassume, dalle sue scoperte "basate sul metodo", che, in definitiva, la Hlǫðskviða in particolare sarebbe in grado di offrire le relazioni incrociate e i punti di partenza per uno schema di situazione che potrebbe almeno ipoteticamente essere utilizzato per risolvere e quindi anche giustificare il complesso Teodorico di Verona-Teodorico il Grande.
Norbert Wagner menziona la tesi esplicativa di Haug in una sua pubblicazione a proposito della trasformazione della conquista di Teodorico il Grande nella fuga di Teodorico di Verona, ma può farci poco. Piuttosto, Wagner presume che, in base al ritratto leggendario di Giordane del re Ermanarico dei Grutungi, solo successivamente, alla fine del VI o all'inizio del VII secolo, “il rovesciamento del ruolo di Dietrich ad esule, e poi anche a nipote di Ermanrico, rappresenta una trasformazione operata dai longobardi secondo criteri puramente letterari." Egli sostiene questa ipotesi da un lato con la consapevolezza, legata al clan, dei perdenti della fallita campagna gallica di Attila nel 451, dalla cui parte combatterono il padre di Teodorico ed i suoi fratelli Valamir e Vidimir, discendenti di Vandalar, che era insediato nella Pannonia romana. D'altra parte, egli vuole anche consolidare questo approccio con le interpretazioni dei motivi del Nibelungenlied (la fine dei Burgundi) e in particolare dell'Antico Carme di Ildebrando, che eleva a testimone chiave di una preliminare fase longobarda con questi presupposti, basati su cronache e poesia eroica:

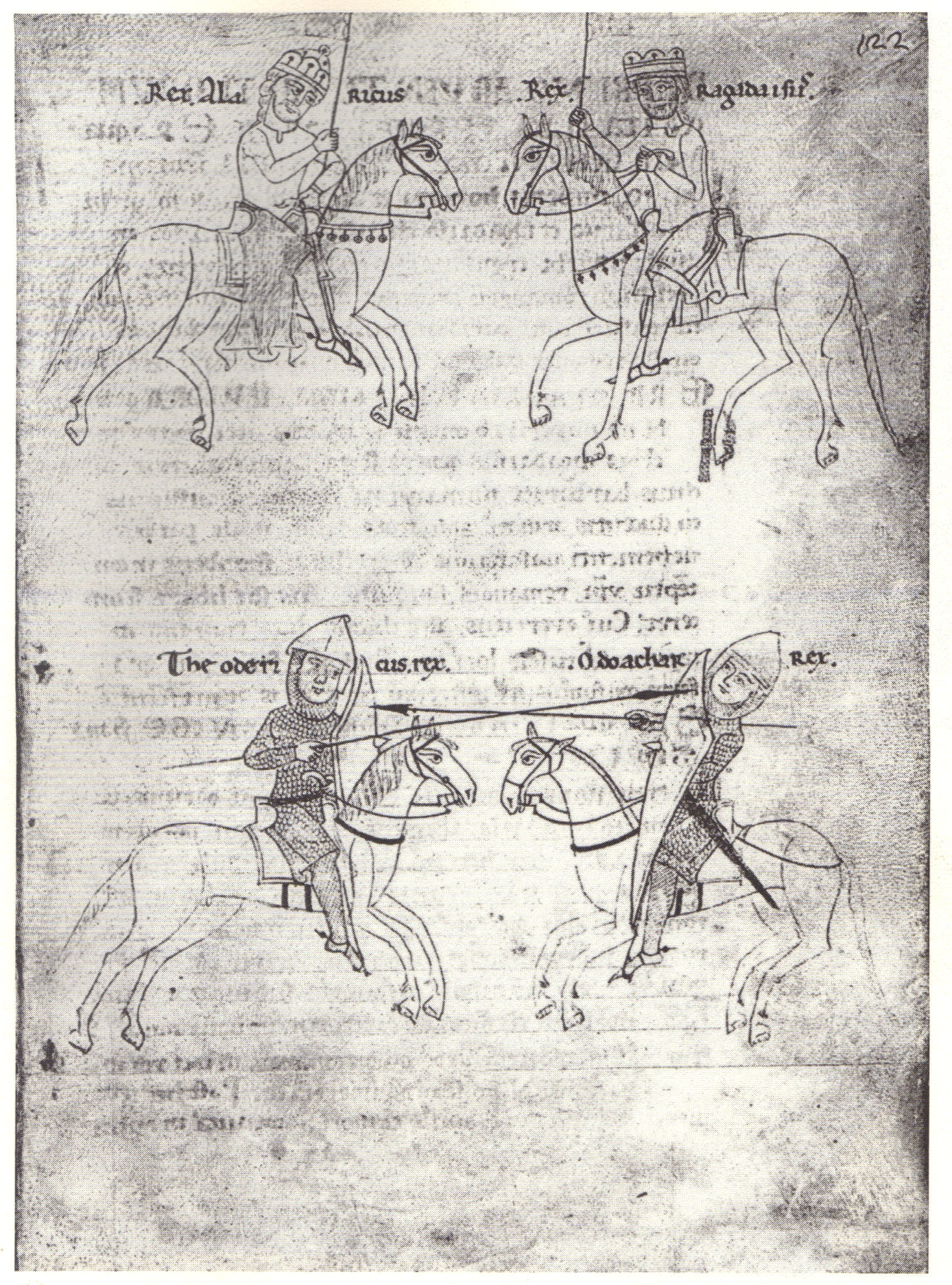
Il combattimento tra Teodorico e Odoacre immaginato come una giostra cavalleresca in un manoscritto del 1181.

Se sia stato detto poeta a sostituire l'atteso Ermenrich con Otacher o se ciò sia accaduto all'interno della tradizione è una questione aperta. Questa puntualizzazione non ha conseguenze sul corso dell'azione. Il corso degli eventi leggendari più noto era stato comunque sacrificato per la loro puntuale motivazione. Sotto entrambi gli aspetti, il Carme d'Ildebrando occupa quindi una posizione eccezionale. In quel caso non sarà certo possibile testimoniare che Dietrich andò in esilio prima di Odoacre e che Ermenrich lo sostituì in questo ruolo. Piuttosto, si è comportato in modo tale che Dietrich fuggì da Ermenrich quando l'eroica leggenda lo mandò in esilio. L'espulsione di Dietrich è descritta come il terzo dei suoi crimini ostili. Fu solo per questo scopo che il Dietrich vittorioso su Odoacre a Ravenna, fu trasformato in Dietrich vittorioso su Ermenrich nella Rabenschlacht, ma che tornò in esilio. Il terminus post quem per questo processo è, come si può vedere, l'inizio del VII secolo. In ogni caso, un terminus ante quem è dato dal fatto che il contenuto del Carme d'Ildebrando, scritto al più tardi alla fine dell'VIII secolo, che presuppone l'esilio, doveva già esistere. Così nel VII o VIII secolo - più probabilmente nel primo - dal conquistatore Teodorico si evolvette l'esule Dietrich. Nello stesso periodo, ma ovviamente in retrospettiva, nacque la leggenda del Carme di Ildebrando.
Walter Haug aveva già sollevato dubbi sulla validità dello "Schema di situazione" da lui progettato qualora non si potesse seguire un argomento circolare per determinarlo. A questo proposito, anche la proposta di Wagner per chiarire la fuga di Dietrich deve essere considerata una mera ipotesi. Sicuramente, il modello e le relazioni interpretative per l'Antico Carme di Ildebrando, scritto nel IX secolo, e le fonti degli Annali di Quedlinburg, scritti pochi decenni dopo, basati sulla leggenda di Ermanarico tramandata da Giordano, consentono una soluzione dello schema della fuga basata su una tradizione longobarda in trasformazione (ma anche generalmente da non escludere altrove) del VI o VII secolo. Tuttavia, a parte il desideratum postulato di Haug, mancano altre tracce di storia letteraria.
Joachim Heinzle condivide l'idea essenziale di Walter Haug di uno schema di situazione come una possibile soluzione interpretativa letteraria, ma in seguito Heinzle si limita ad affermare che "In definitiva, tutti i tentativi di spiegazione rimangono non vincolanti, e si può solo affermare fondamentalmente che la riformulazione degli eventi storici nella leggenda della fuga è basata su uno "schema di situazione" che - con un inventario più o meno fisso di motivi - è tipica di una più antica tradizione narrativa.“ Tuttavia, Heinzle non circoscrive o verifica in alcun luogo questa forma di trasposizione della tradizione, né tantomeno la sua fonte, con ulteriori informazioni. D'altra parte, egli ritiene che il racconto della fuga possa essere collegato a quell'evento eccezionale nella vita di Teodorico, identificabile con la fondazione dell'impero italiano degli Ostrogoti, cioè con processi legati alla politica di potere dell'Impero Romano, dalla dissoluzione del regno nel 395 (comprese le successive controversie germaniche) e, in termini di materiale storico, dovrebbe risalire alla distruzione del regno di Ermanarico da parte degli Unni.

## Temi del Ciclo di Teodorico
I motivi ricorrenti nel ciclo sono:
1. Il tema della spada particolarmente pericolosa, che l'eroe ancora giovane deve prima vincere per se stesso - Teodorico riesce ad ottenere Nagelring perché giura di sconfiggere in combattimento Hilde e Grim (nella Thidrekssaga), e riceve Eckesachs solo dopo un arduo combattimento (narrato nell'Eckenlied). Wittich riceve la formidabile spada Mimung da suo padre Weland.
2. La corte con i forti compagni d'armi, una sorta di tavola rotonda, attraverso la quale la saga si lega ad altre leggende, come quella di Dietleib e quella di Wildeber. Questo parallelismo è particolarmente evidente nel Wunderer, che narra dell'esilio di Teodorico, in cui Etzel (Attila) è esplicitamente paragonato a re Artù.
3. il motivo della damigella in pericolo, ad esempio nel Wunderer e nel Virginal, che viene liberata da Teodorico (nel Virginal con l'aiuto di Ildebrando).
4. il motivo della rissa, soprattutto nel poema Rosengarten zu Worms, ma anche nel Virginal, e anche come trama di un episodio nell'Eckenlied.
5. il motivo della sfida, come nel Laurin, dove il nano viene sfidato, ma anche nelle storie di Heime e Wittich, che sfidano Teodorico a duello, prima di unirsi alla sua corte. Nell'Eckenlied, Ecke parte per poter sfidare Teodorico.
6. il piano di liberazione, come nel caso di Laurin, che tiene prigioniera la sorella di Dietleib.
7. il motivo del combattimento di un eroe in incognito, che cavalca senza segni di riconoscimento, ad esempio tenendo nascosto lo scudo con l'emblema o indossando l'armatura di qualcun altro (come avvenne con la morte di Alphart).
8. il racconto della fuga nella Dietrichs Flucht. Sebbene il motivo associato al successo del ritorno a casa non sia trasmesso come parte del Ciclo "storico" di Teodorico, quanto piuttosto nella Thidrekssaga, il tentativo (anche se infruttuoso) di riconquistare la patria è descritto nella Dietrichs Flucht e nella Rabenschlacht.
9. il rapporto di lealtà tra signore e fedeli, come descritto nella Dietrichs Flucht. Ciò è sottolineato in particolare dalla digressione di Heinrich des Vogler (che probabilmente ha scritto solo questa digressione, non l'intero poema), il quale sottolinea che il rapporto tra signore e seguaci è basato sul rispetto reciproco. Teodorico di Verona è mostrato come fulgido esempio di questo rapporto, così come Attila, che perdona il suo seguace Teodorico per la morte dei suoi figli, caduti durante la battaglia di Ravenna.
10. la figura del malvagio consigliere nella forma del consigliere/cancelliere/maresciallo di Emanarico, Sibiche, che, dopo aver visto la propria moglie violentata dal re, si trasforma da leale a traditore.
11. il motivo del parente invidioso che desidera tradire i suoi familiari per appropriarsi dei loro possedimenti o di terre promesse in precedenti testamenti di eredità.

## Storia della tradizione

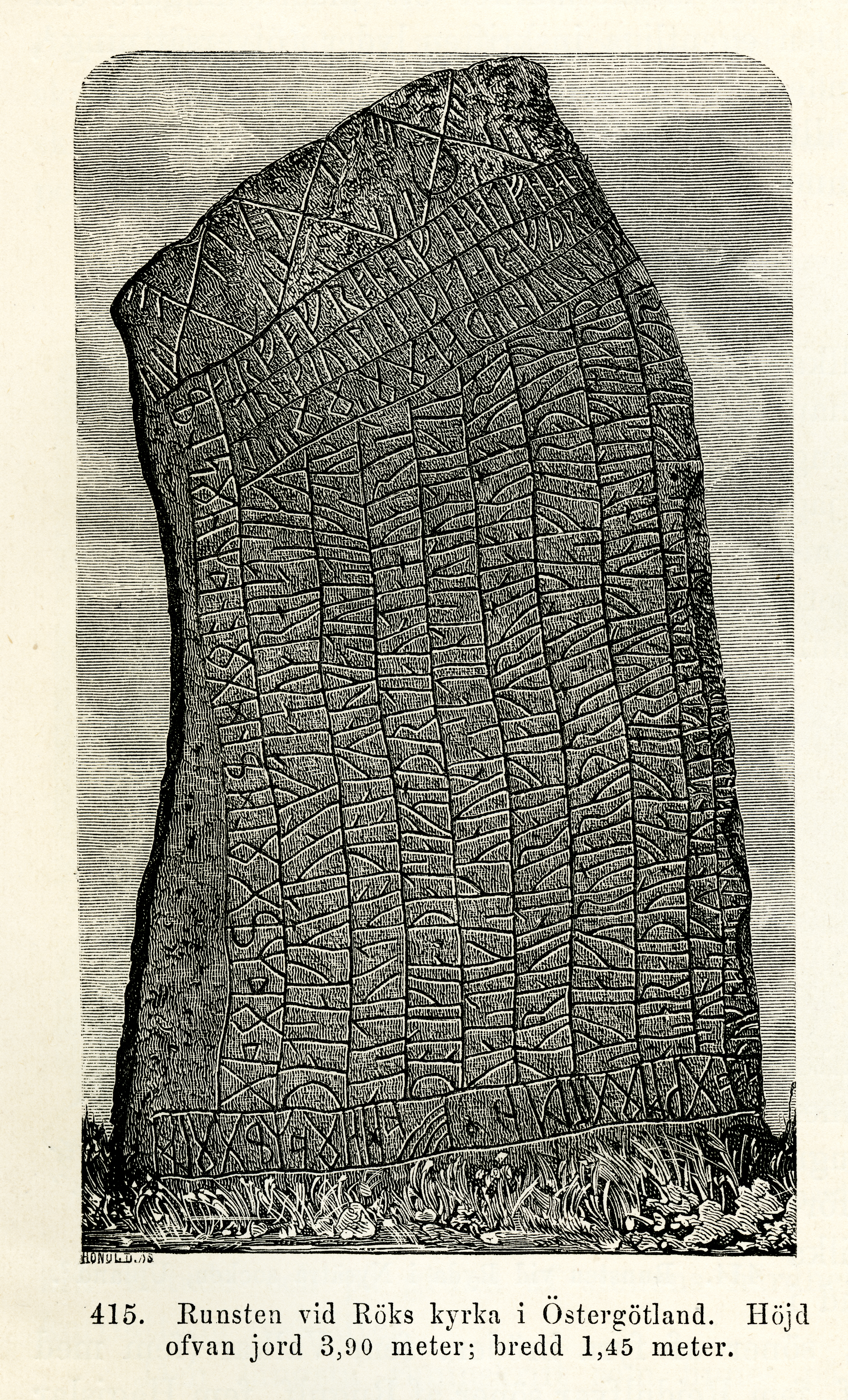
La pietra runica di Rök rappresenta una delle più antiche citazioni di Teodorico

La storia della tradizione del Ciclo di Teodorico si estende dall'Alto Medioevo (circa 840) fino alla prima età moderna (circa 1535). La vitalità della saga può essere messa in relazione con l'aura di storicità che circonda questo ciclo di leggende, che in un certo senso sembra essere più realistico di altri. La saga era popolare anche tra alcuni dignitari cattolici: il Maestro Studioso della Cattedrale Meinhard lamenta in una lettera a un canonico dell'entourage del vescovo Gunther (1057-1065) che quest'ultimo non pensa mai ai Padri della Chiesa, come Agostino o Gregorio Magno, ma sempre solo ad Attila e Teodorico (Amalangus).
La prima testimonianza scritta dell'esistenza di qualcosa che potrebbe essere descritto come parte del Ciclo di Teodorico, è il Carme di Ildebrando, scritto in antico alto-tedesco nel quarto decennio del IX secolo. Sebbene questa canzone eroica descriva un singolo episodio, si può vedere che la leggenda della fuga di Teodorico di Verona dal suo regno ancestrale e quella della sua vita in esilio presso la corte reale degli "Unni", che non può essere ricondotta direttamente alla vita del Teodorico storico, è già emersa.
Anche la pietra runica di Rök, eretta nella prima metà del IX secolo nell'Ostergotland, in Svezia, narra di Teodorico in quanto eroe dei Märinge.
Nel Codice Exeter, scritto nella seconda metà del X secolo, è riportato il canto di Deor, che altresì cita un "Theodric" che possedette per trenta inverni la fortezza dei Maering.
Sempre dall'Inghilterra proviene il poema "Waldere", una versione in lingua anglosassone della leggenda di Gualtiero d'Aquitania, riportato in un frammento di manoscritto del 1000 circa. In esso si racconta che Teodorico volesse consegnare una spada a Widia (Wittich), figlio di Wieland, poiché lo aveva liberato dal dominio dei giganti. Che Dietrich fosse sotto il controllo dei giganti è narrato, oltre che qui, solo nei poemi epici in medio alto-tedesco del XIII secolo (Sigenot, Virginal). Il fatto che il testo del Waldere menzioni un episodio del genere dimostra che la tradizione delle avventure di Teodorico risale a fonti molto antiche, e non solo agli scritti del XIII secolo.
Anche gli Annali di Quedlinburg furono creati intorno all'anno 1000 come parte della storiografia latina. In essi è presente un'annotazione, aggiunta molto probabilmente in un secondo momento rispetto alla stesura originale, riguardo ad un Teodorico, che sarebbe quel Thideric de Berne, di cui un tempo cantavano i poeti illetterati (de quo cantabant rustici olim). Come riportano gli annali, un "Ermanarico", che è visto come l'Amalo re dei Grutungi, avrebbe espulso Teodorico su consiglio del suo parente di sangue "Odoacre". Sotto l'influenza di un "Attila", morto nel VI secolo, il ritorno di Teodorico non è più legato all'usurpatore Ermanarico, ma ad Odoacre, al quale il re veronese avrebbe infine assegnato un feudo presso la foce del Saale.
Intorno alla metà dell'XI secolo, la Cronaca di Würzburg (Chronicon Wirciburgense) segue inizialmente le informazioni contenute negli annali di Quedlinburg sulla deposizione e sull'esilio di Teodorico. Quell'Attila che, secondo le nozioni di Quedlinburg, aveva assicurato il ripristino dello status di sovrano di Teodorico - quindi una corrispondenza narrativa con la Thidrekssaga - non è qui menzionato. Inoltre, l'autore della cronaca storica di Würzburg menziona anche l'assassinio di Odoacre da parte di Teodorico.
Intorno al 1100 il monaco Frutolf von Michelsberg affermò nella sua Cronaca Mondiale che la storia della fuga di Teodorico, come si trova nella narrazione tradizionale, nei canti popolari e in alcune cronache, contraddice la storia dei Goti riportata da Giordane, non essendo Ermanarich, Attila e Teodorico contemporanei. Offre diverse possibili spiegazioni, tra cui la possibilità che si tratti di diversi Teodorico ed Ermanarico.
Otto von Freising, nella sua Chronica sive Historia de duabus civitatibus (metà del XII secolo) aggrava l'incompatibilità con Giordane, già segnalata da Frutolf. Considera anche i rapporti tra il sovrano dei Grutungi Ermanarico, il sud-est europeo Attila e l'apparentemente Amalo Teodorico, ritratto come storico e contemporaneo dalle tradizioni cronistiche e popolari, come narrazioni irrealistiche: “… omnio stare non est. "
L'anonimo autore della Kaiserchronik del 1140/1150, la più antica opera storica in lingua tedesca, definisce il Ciclo di Teodorico una bugia priva di valide testimonianze scritte. Considerato vero che Teodorico ed Attila non si sono mai incontrati, chiunque avesse affermato il contrario avrebbe dovuto mostrargli il libro (ovvero una prova scritta della veridicità della saga di Teodorico, che dimostrasse che lui ed Attila fossero vissuti nello stesso periodo). Tuttavia, egli cerca di trovare una spiegazione alla storia della leggenda, ma sempre attraverso interpretazioni anacronistiche: è così che il nonno di Dietrich/Teodorico si sarebbe chiamato anch'egli Dietrich, e sarebbe stato deposto da Attila dalla carica di principe di Merano. Il padre di Teodorico, Dietmar, avrebbe successivamente riconquistato Merano dopo la morte di Etzel.
Secondo questi documenti della storiografia cristiana latina, la leggenda sembra essere stata tramandata e sviluppata principalmente attraverso la tradizione orale. Dopo il 1200 aumenta il numero di testimonianze scritte.
Intorno al 1200, la Canzone dei Nibelunghi fu messa per iscritto, ed in essa Teodorico svolse un ruolo di non poca rilevanza. Nel Nibelungenklage, emerso poco dopo, una rivisitazione racconta come Teodorico, Ildebrando e Herrat lasciano la corte di Attila, distrutta durante la battaglia dei Nibelunghi.
Nella prima metà del XIII secolo avviene la stesura di numerosi versi in medio alto-tedesco con Teodorico di Verona come protagonista (il Ciclo di Teodorico). Il manoscritto dei Carmina Burana risale al periodo immediatamente successivo al 1230, al più tardi intorno al 1250, e riporta una strofa tratta dall'Eckenlied. Secondo la tradizione della poesia epica, l'autore o l'editore non è nominato, con due eccezioni.

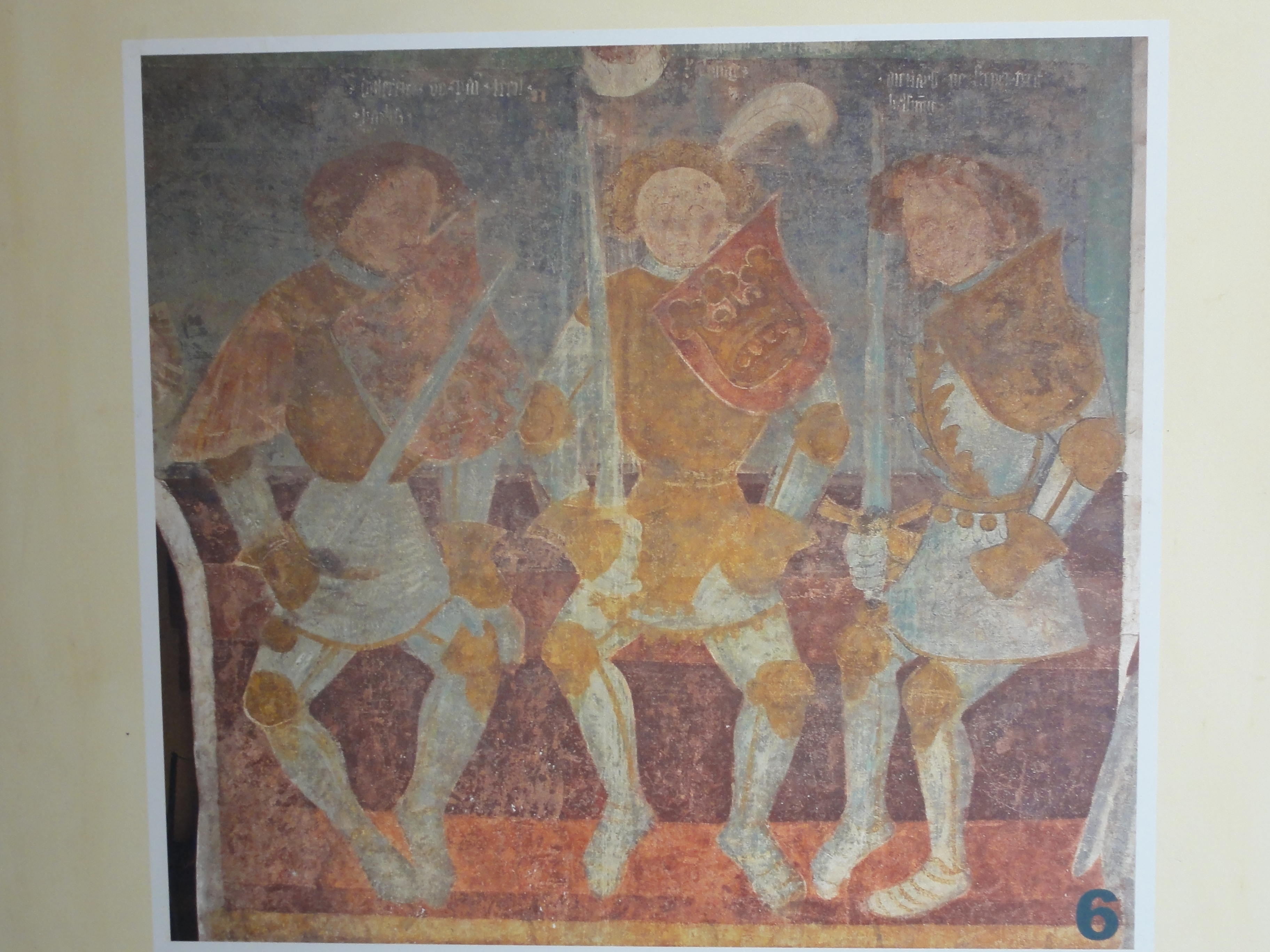
Affresco raffigurante Teodorico, Sigfrido e Dietleib a Castel Roncolo, circa 1400.

Questi poemi epici venivano decantati da recitatori professionisti durante fiere e nelle taverne. Lo attesta una strofa di Marner, un viaggiatore dell'epoca intorno al 1250, che elenca le richieste del suo pubblico, la maggior parte delle quali proviene dal Ciclo di Teodorico. Nonostante la sempre più diffusa forma scritta, la proporzione di essa con la tradizione orale non deve essere sottovalutata. I proprietari dei manoscritti, solitamente riccamente decorati, provenivano dalle classi sociali più alte, il che dimostra la popolarità della Saga di Dietrich tra la nobiltà. Ciò è confermato anche dagli affreschi realizzati intorno al 1400 a Castel Roncolo presso Bolzano e al Castello di Lichtenberg in Val Venosta, che rappresentano episodi tratti dalla saga.
Nel XIII secolo, in Scandinavia fu scritta la più ampia Thidrekssaga, che, secondo la maggior parte delle ricerche, collega abilmente la biografia di Teodorico (Thidrek), tradotta da materiale scritto di origine tedesca, con la storia di altri celebri personaggi delle leggende germaniche (Attila, Weland il fabbro, Sigurd/Sigfrido, i Nibelunghi, Gualtiero d'Aquitania e Hildegund) ed in tal modo realizza un primo ciclo universale di saghe eroiche tedesche. Sempre dalla Scandinavia giunge il breve componimento del Giudizio Divino di Gudrun, parte dell'Edda poetica, in cui Gudrun (Crimilde della saga dei Nibelunghi) si scagiona dall'accusa di aver giaciuto con Teodorico. Un altro componimento scandinavo è Il canto della morte di Ildebrando, in cui il guerriero, ferito a morte in duello dal fratellastro Asmund, si lamenta di aver ucciso involontariamente il proprio figlio.
Nella prima metà del XIV secolo inizia, con un manoscritto frammentario della Franconia renana, la tradizione degli Heldenbücher, i "libri degli eroi", che si chiuderà con un'ultima stampa a Francoforte sul Meno nel 1590. In un manoscritto e in tutte le stampe è allegata la cosiddetta prosa del libro degli eroi, che sotto forma di cronologia collega tutti gli eroi in una sorta di unico ciclo leggendario.
Alla fine del Medioevo vengono scritti due nuovi testi che rientrano all'interno del Ciclo di Teodorico. Da un lato, il giovane Carme di Ildebrando, giuntoci in un breve frammento di manoscritto del 1459 e, successivamente, nella sua interezza, nel Dresdner Heldenbuch del 1472. Questo poema fa in modo che la lotta tra padre e figlio (sulla falsariga della Thidrekssaga) finisca in modo indulgente. Il secondo testo è il canto in basso tedesco sulla morte di Ermanarico, tramandata in un opuscolo del 1535/1545.
Con l'inizio dell'era moderna, i contenuti della saga di Dietrich cessarono di svilupparsi. Da questo momento, i libri degli eroi vennero usati quasi esclusivamente a scopi filologici, come nel caso di Martin Opitz (1639) e Melchior Goldast (1604), per l'edizione di testi in medio alto-tedesco. Il tentativo di Karl Simrock di riportare in auge la Saga di Dietrich, con la speranza di renderla popolare quanto quella dei Nibelunghi, attraverso il suo Amelungenlied, scritto tra il 1843 ed il 1849, fallì. In confronto, la qualità letteraria dei contenuti del Libro degli Eroi era troppo bassa. In contrasto con il Nibelungenlied, la Saga di Dietrich fu utilizzata di meno dalla propaganda nazionalsocialista, soprattutto perché Richard Wagner non ne aveva fatto il personaggio principale di un'opera.
Oggi si comincia a liberarsi dai classici schemi di valutazione e ad apprezzare, ad esempio, la particolare qualità della struttura narrativa della Thidrekssaga. Lo stile linguistico drastico presente in alcuni elementi del Ciclo di Teodorico è ora più compreso, poiché contestualizzato nel suo tempo. Sono apparse e sono ancora in fase di sviluppo nuove edizioni critiche delle opere del Ciclo di Teodorico di Verona e sono in corso di pubblicazione lavori su vari aspetti della Saga di Dietrich. Con Heldenlärm di Wilhelm Bartsch è apparsa anche una rivisitazione con un linguaggio moderno, che interpreta la materia in modo completamente diverso, piuttosto ironico.

## Nella poesia
Le vicende legate alla fine leggendaria di Teodorico furono messe in versi dal poeta Giosuè Carducci nella poesia: "La leggenda di Teodorico".